# Lego Ninjago: Masters of Spinjitzu
Lego Ninjago: Masters of Spinjitzu, även skriven som Ninjago: Masters of Spinjitzu eller enbart bara Ninjago, är en animerad superhjälteserie på TV (inom genren episk fantasy), som är skapad och producerad av leksaksföretaget Lego. Serien skapades med syftet att kunna komplettera företagets populära leksakslinje Lego Ninjago, som även är själva huvudkällan till karaktärerna och händelserna i serien. Seriens första säsong hade premiär den 14 januari 2011, och sändes därefter i ytterligare fjorton säsonger, fram till den 1 oktober 2022. Inför premiären av den elfte säsongen år 2019, så valde man att förkorta seriens titel till enbart Ninjago, och likaså även längden på dess resterande avsnitt, som därmed gick från att sändas i tjugotvå minuter, till att börja sändas i elva minuter.
Serien utspelar sig i den fiktiva världen Ninjago, där sex unga ninjor tränas av den vise mästaren Wu i den uråldriga stridskonsten Spinjitzu. Deras uppdrag är att skydda världen mot olika hot, inklusive onda krafter som Lord Garmadon, Wus bror. Under seriens gång ställs ninjorna inför olika fiender och utmaningar, samtidigt som de utvecklas både som krigare och individer.
År 2017 släpptes det en långfilm baserad på TV-serien och leksakslinjen om Lego Ninjago, som fick titeln The Lego Ninjago Movie. Ungefär sex år senare, i juni 2023, släpptes det även en ny Lego Ninjago-serie på Netflix, som fick titeln Drakarna vaknar (engelska: Dragons Rising).